# GO Возничего
GO Возничего (лат. GO Aurigae) — одиночная переменная звезда в созвездии Возничего на расстоянии (вычисленном из значения параллакса) приблизительно 4465 световых лет (около 1369 парсеков) от Солнца. Видимая звёздная величина звезды — от +15,9m до +9,2m.

## Характеристики
GO Возничего — красная пульсирующая переменная звезда, мирида (M) спектрального класса M7. Эффективная температура — около 3290 К.